# Šalva Čichladze
Šalva Konstantinovič Čichladze (in russo Шалва Константинович Чихладзе?, Template:შალვა ჩიხლაძე; Kutaisi, 12 luglio 1912 – Tbilisi, 14 gennaio 1997) è stato un lottatore sovietico, dal 1991 russo, specializzato nella lotta greco-romana.

## Palmarès

### Olimpiadi
- 1 medaglia:
  - 1 argento (Helsinki 1952 nei pesi medio-massimi)